# Igor Akinfejev
Igor Vladimirovitj Akinfejev, (ryska: Игорь Владимирович Акинфеев), född 8 april 1986 i Vidnoje, dåvarande Sovjetunionen, är en rysk fotbollsmålvakt som spelar som lagkapten för CSKA Moskva. Han har tidigare representerat Rysslands landslag.

## Karriär
Igor Akinfejev kom in i CSKA Moskvas startuppställning som 17-åring och var klubbens förstamålvakt redan det året. Med CSKA Moskva har han bland annat en vinst i UEFA-cupen, två vinster i ryska ligan. Han har fått ‘Zvezda’-priset, som ges till den bästa fotbollsspelaren från  Sovjetunionen. Han är även vice kapten i CSKA Moskva, och han var lagkapten för CSKA i UEFA Champions League-matcherna mot FC Porto och Hamburger SV 2006.
Igor Akinfejev kallades till det ryska landslaget 2004 inför EM 2004 där han var tredjemålvakt bakom Sergej Ovtjinnikov och Vjatjeslav Malafejev. Han landslagsdebuterade den 30 mars 2005 i en kvalmatch inför VM 2006 mot Estland. Han blev Rysslands förstamålvakt efter att Malafejev varit skadad en lång tid. Han blev den yngsta spelare i det ryska landslaget när han var 18 år och 20 dagar. Den 6 maj 2007 skadade Akinfejev sig i en match mot FC Rostov och var borta från spel i 4 månader. Det betydde att han förlorade förstaplatsen som målvakt i det ryska landslaget till Malafejev och senare till Vladimir Gaboulov. Han var Guus Hiddinks förstaval i EM 2008.